# استوسیرینگون
استوسیرینگون (به انگلیسی: Acetosyringone) با فرمول شیمیایی C۱۰H۱۲O۴ یک ترکیب شیمیایی با شناسه پاب‌کم ۱ است. که جرم مولی آن 196.19 g/mol 988 می‌باشد. 